# اسمیتفیلد (اوهایو)
اسمیتفیلد، اوهایو (به انگلیسی: Smithfield) یک روستا در اوهایو است که در شهرستان جفرسون، اوهایو واقع شده‌است.

## خصوصیات
اسمیتفیلد ۲٫۴۶ کیلومترمربع مساحت و ۸۶۹ نفر جمعیت دارد و ۳۸۰ متر بالاتر از سطح دریا واقع شده‌است.